# Ochyrocera cubana
Espèce
Synonymes
- Fageicera cubana Dumitrescu & Georgescu, 1992

Ochyrocera cubana est une espèce d'araignées aranéomorphes de la famille des Ochyroceratidae.

## Distribution
Cette espèce est endémique de la province de Guantánamo à Cuba,. Elle se rencontre à Baracoa dans les grottes Cueva la Majana et Cueva de los Golondrinos.

## Description
Le mâle holotype mesure 1,875 mm et la femelle paratype 1,800 mm.

## Systématique et taxinomie
Cette espèce a été décrite sous le protonyme Fageicera cubana par Dumitrescu et Georgescu en 1992. Elle est placée dans le genre Ochyrocera par Pérez-González et Magalhaes en 2025.

## Étymologie
Son nom d'espèce lui a été donné en référence au lieu de sa découverte, Cuba.

## Publication originale
- Dumitrescu & Georgescu, 1992 : « Ochyroceratides de Cuba (Araneae). » Mémoires de Biospéologie, vol. 19, p. 143-153.